# Ätiologie (Erzählung)
Als Aitiologie oder Ätiologie (altgriechisch αἰτιολογία, aus αἴτιον aítion, deutsch ‚Ursache‘, und -logie: etwa „Darlegung einer Ursache“) wird von der Erzählforschung und Religionswissenschaft ein Erzählprinzip (Narrativ) bezeichnet. Sie setzt gegenwärtige Gegebenheiten in eine ursächliche Verbindung (griechisch αἴτιον aítion, lateinisch causa) zu einem ursprünglichen Zustand (griechisch ἀρχή archē, lateinisch origo) und erklärt diese so.
Häufige Verwendung findet sie bei markanten Naturerscheinungen (z. B. einer Landschaftsformation, die wie von urzeitlichen Kreaturen geschaffen erscheint), Bräuchen oder Orts- und Eigennamen.

## Eigenschaften
Als Erklärungserzählung im eigentlichen Sinn ist die Ätiologie ein zentraler Bestandteil von Sagen, Legenden, Mythen und fiktionaler Literatur. Dagegen verstehen schon die frühen griechischen Philosophen Aitiologie als einen Versuch, den „Ursprung der Dinge“ (griechisch ἀρχὴ τῶν ὄντων archē tōn ontōn) über eine rationale Ursachendarlegung – in bewusster Opposition zu mythologischen Erklärungen – zu begreifen. Die Frage, ob dies in der Philosophie noch eine narrative Aitiologie oder nicht doch bereits eine bloße Ursachenerklärung ist, kann nicht immer klar beantwortet werden, insbesondere bei den Vorsokratikern, die ihre Gedanken in gebundener Sprache festhalten und mitunter ansprechend als Erzählung ausgestalten.
Aitiologien weisen wesentliche Ähnlichkeiten zu Herkunftssagen von Personen und Völkern und Gründungsmythen von Orten auf, können sich aber durch den Zweck unterscheiden, zu dem sie erzählt werden. Der Unterschied zur medizinischen Ätiologie liegt in der Eigenschaft, dass das eine spezifische Form des Erzählens ist und das andere eine sachliche Ursachenbeschreibung.

## Aitiologie in der Antike

### Dichtung
In der griechisch-römischen Antike sind Ätiologien so alt wie die Literatur selbst: Abgesehen von einfachen Ursachenerläuterungen, die nicht hierfür in Betracht zu ziehen sind, finden sich an entscheidenden Stellen in der Ilias und Odyssee Aitiologien. In Hesiods Lehrgedichten finden sich zahlreiche mythische Aitiologien zu Naturphänomenen: So wird z. B. in der Theogonie der Ursprung des Blitzes, der Waffe Zeus’, damit erklärt, dass die Zyklopen diesen für Zeus schmieden, weil er sie aus der Gefangenschaft befreit hat.
Eine Blütezeit aitiologischen Dichtens war der Hellenismus, als Dichter-Gelehrte es sich zum Ziel setzten, in höchst elaborierter dichterischer Form möglichst exquisite Ursachenerzählungen darzubieten (sog. poeta doctus-Ideal). Dichter wie Kallimachos (u. a. Aitien und Hekale), Lykophron aus Chalkis (Alexandra), Arat (Phainomena und Katasterismoi) oder Nikander (Heteroiumena) perfektionierten nicht nur die Erzählform in der griechischen Sprache, sondern übten maßgeblichen Einfluss auf römische oder in Rom lebende Dichter im 1. Jahrhundert v. Chr. aus. Hierbei zu erwähnen sind Parthenios von Nicaea (Erotica Pathemata, Metamorphoseis), Properz (das vierte Elegienbuch) und allen voran Ovid, dessen zwei Hauptwerke Fasti und Metamorphosen durch und durch aitiologisch sind.

### Philosophie
Mit dem Aufkommen rationaler Welterklärungen und philosophischer Mythenkritik in der griechischen Archaik erfährt der Begriff der Aitiologie nicht nur eine wissenschaftliche Umdeutung, er wird in diesem Zusammenhang sogar zum ersten Mal überliefert. Der spätantike Philosophiehistoriker Diogenes Laertios nennt den Universalphilosophen der klassischen Zeit Aristoteles sogar „den in der Physik aitiologischsten vor allen anderen“. Für dessen Denken ist es wesentlich, die notwendigen Bedingungen (aitiai) eines Sachverhaltes angeben zu können. Der römische Dichter und Philosoph Lukrez verwendet in seinem Lehrgedicht De rerum natura mehrere Aitiologien, um Erscheinungen und Erklärungen der Mythologie mit rationalen Mitteln verständlich zu machen.

### Bibel
In der biblischen Schöpfungsgeschichte des 1. Buch Mose wird das Ausruhen des Gottes JHWH am siebten Tag als ätiologische Legende für die jüdische Sabbatruhe an Samstagen gesehen. Die biblische Erzählung von der Jakobsleiter (Gen 28,10–22 ) gilt als ätiologische Kultlegende zur Begründung von Bethel als altem Kultort: Nach dem Erwachen aus seinem Traum nennt Jakob den Platz Bet-El „Haus Gottes“. Als eine Ätiologie für ein Naturereignis gilt die Erzählung von Noach am Ende der biblischen Sintflut: JHWH schließt einen Bund mit Noach und setzt den Regenbogen als Bundeszeichen in die Wolken.